# Frachtstraße 1a (Quedlinburg)

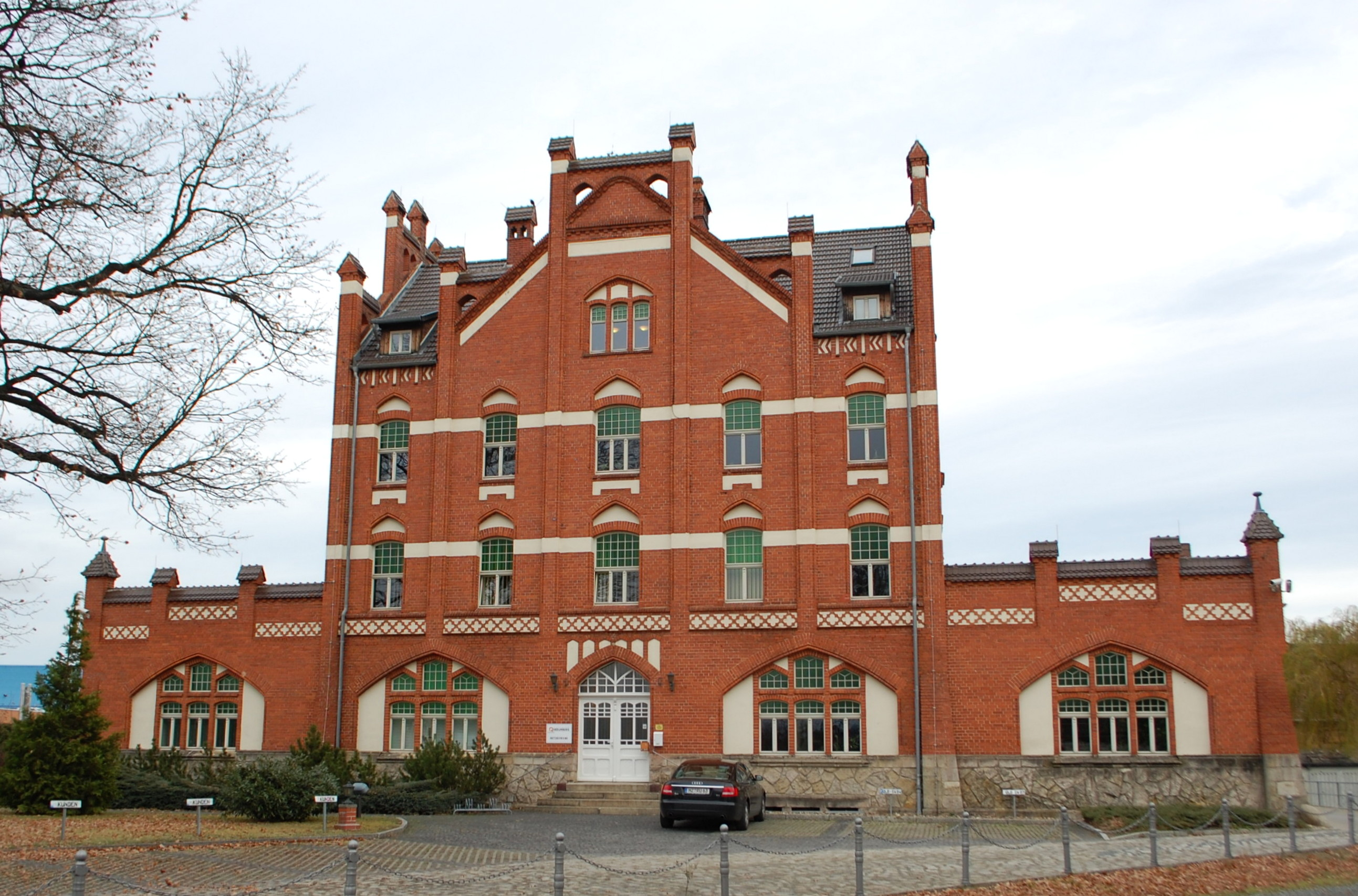
Haus Frachtstraße 1a

Das Gebäude Frachtstraße 1a ist ein denkmalgeschütztes ehemaliges Elektrizitätswerk in der Stadt Quedlinburg in Sachsen-Anhalt.

## Lage
Das Werk befindet sich im Stadtteil Süderstadt südöstlich der Quedlinburger Innenstadt. Das Gebäude ist im Quedlinburger Denkmalverzeichnis eingetragen.

## Architektur und Geschichte
Das Elektrizitätswerk entstand im Jahr 1902 nach einem Entwurf des Quedlinburger Stadtbaurats Max Voss. Zunächst war das Werk als Gleichstromkraftwerk angelegt. 1914 erfolgte der Anschluss an die Überlandzentrale Ostharz und damit der Übergang zum Drehstrom.
Der repräsentative Backsteinbau verfügt über eine Schaufassade mit Staffelgiebel im Stil der Neogotik. An das Verwaltungsgebäude schließt sich eine Maschinenhalle an. Zur Anlage gehört auch eine gemauerte Grundstückseinfriedung mitsamt Zaunelementen aus Gusseisen.